# Sung-Yoon Lee
Sung-Yoon Lee (Hangul: 이성윤; Hanja: 李晟允) es un académico surcoreano de Estudios Coreanos y del Asia del Este, y especialista en Corea del Norte. Es profesor universitario en estudios Coreanos con la cátedra Kim Koo-Korea Foundation, en la  Fletcher School of Law and Diplomacy, Tufts University, Boston. También es un Investigador Asociado en el Korea Institute, en la Universidad de Harvard. Anteriormente fue un investigador becado en el National Asia Research Program.

## Educación
Lee estudió la carrera de Literatura Americana y Británica en New College of Florida, en Sarasota, Florida, graduándose en 1991. Luego estudió un master en relaciones internacionales en la Fletcher School, que concluyó en 1994, y tras el cual estudió para el doctorado en la misma universidad, doctorándose en 1998. En su tesis doctoral "The antinomy of divine right and the right to resistance : tianming, dei gratia, and vox populi in Syngman Rhee's Korea, 1945-1960", Lee analizó como la interacción entre confucianismo y democracia definió la autoridad del estado durante los primeros años de la República de Corea.

## Actividad Profesional
Lee comenzó a trabajar en 1998 en Fletcher School como Profesor Asociado Adjunto de Política Internacional, dejando esa posición en el 2005. Paralelamente también fue Professor Adjunto de Historia en Tufts University, desde el 2000 hasta 2005. Entre 2005 y 2006 fue Investigador Asociado de la cátedra Kim Koo, en el Korea Institute en la universidad de Harvard. En el 2007 reanudó su trabajo en Fletcher School, y en el 2012 se convirtió Profesor Asociado, siendo el primer profesor con la cátedra financiada por Kim Koo-Korea Foundation.
Lee imparte las asignaturas de International Relations of the United States and East Asia 1945 to Present, United States and East Asia, Politics of the Korean Peninsula: Foreign and Inter-Korean Relations, y North Korean State and Society.
Lee también ha sido Profesor Asociado Adjunto de Estudios Asiáticos en Bowdoin College en el 2000, y profesor Visitante de Estudios Coreanos en la Universidad de Sogang (Corea del Sur) en el 2007, y en la Universidad Nacional de Seúl en el 2012 and 2013.
Desde 1999 Lee ha sido Investigador Asociado en el Korea Institute, en Harvard. Ahí organizó una nueva serie de conferéncias, la “Kim Koo Forum on U.S.-Korea Relations”, en el 2005. Lee es un investigador en el National Asia Research Program, una iniciativa conjunta con el National Bureau of Asian Research y el Centro Internacional para Académicos Woodrow Wilson.
Lee ha participado en numerosas conferencias como ponente, moderador e intérprete. Lee es invitado frecuentemente a programas de radio y televisión como experto en la península coreana, y también colabora en la prensa escrita. Lee ha participado como ponente ante comisión parlamentaria
del Congreso de los Estados Unidos como experto en asuntos de Corea del Norte.

## Publicaciones

### Artículos académicos
- Getting Tough on North Korea, junto con Joshua Stanton y Bruce Klingner (Foreign Affairs, 2017)
- How Trump Can Get Tough on North Korea - Making Kim Pay for Belligerence (Foreign Affairs, 2017)
- *North Korea's Next Dare – What Is Coming—and What to Do About It junto con Joshua Stanton (Foreign Affairs, 2015)
- North Korean Exceptionalism and South Korean Conventionalism: Prospects for a Reverse Formulation? (Asia Policy, 2013)
- The Pyongyang Playbook (Foreign Affairs, 2010)
- Engaging North Korea: The Clouded Legacy of South Korea’s Sunshine Policy (AEI Asian Outlook, 2010)
- The United States Should Make North Korean Human Rights a Priority in Louise Gerdes, ed., Opposing Viewpoints: North Korea and South Korea (Farmington Hills, MI: Greenhaven Press, 2007).
- The Folly of Fabled Sentimentality: South Korea’s Unorthodox Courtship of North Korea Archivado el 11 de diciembre de 2014 en Wayback Machine. (The Woodrow Wilson International Center for Scholars Special Report, 2006)
- Dependence and Defiance: Historical Dilemmas in U.S.-Korea Relations (Korea Policy Review, 2005)
- The Mythical Nuclear Kingdom of North Korea (The Fletcher Forum of World Affairs, 2005)
- Nuclear Diplomacy vis-à-vis the DPRK: A Dead-End Street (The Fletcher Forum of World Affairs, 2003)

### Artículos en prensa
- North Korea is far from suicidal (CNN, 2013)
- Seoul Mates? (Foreign Policy, 2013)
- Hit Kim Jong Eun where it hurts: His wallet coautor con Joshua Stanton (The Washington Post, 2013)
- Don’t engage Kim Jong Un — bankrupt him coautor con Joshua Stanton (Foreign Policy, 2013)
- South Korea’s New President Must Challenge the North (The New York TImes, 2012)
- Why North Korea’s Rocket Mattered (The New York TImes, 2012)
- Pyongyang's Latest Ploy (Wall Street Journal, 2012)
- The Boy Who Would Be King: Can Kim III Last? (National Bureau of Asia Research, 2011)
- Containing the Young Kim, coautor con Sue Terry (The Wall Street Journal, 2011)
- North Korea's Carrot-and-Stick Policy (Los Angeles Times, 2011)
- The winter of Kim Jong-il's discontent (The Christian Science Monitor, 2011)
- Keeping the Peace: America in Korea 1950-2010 (Imprimis, 2010)
- Life After Kim: Preparing for a Post-Kim Jong Il Korea (Foreign Policy, 2010)
- US misses history lessons on Korea Archivado el 16 de enero de 2014 en Wayback Machine. (Asia Times, 2010)
- Hitting the North (Los Angeles Times, 2010)
- Life After Kim: Planning for a Post-Kim Jong Il Korea (Foreign Policy, 2010)
- Ain’t No Sunshine: The Failings of Kim Dae Jung (Foreign Policy, 2009)
- Pyongyang Home Truths: Does Hillary Clinton understand the North Korean regime and how to deal with it? (Wall Street Journal Asia, 2009)

### Otros
- Ponencia en comisión parlamentaria Testimony of Sung-Yoon Lee, Hearing on "North Korea’s Criminal Activities: Financing the Regime" (United States House Committee on Foreign Affairs, 2013)[17]